# Oecomys trinitatis
Oecomys trinitatis е вид гризач от семейство Мишкови (Muridae). Видът не е застрашен от изчезване.

## Разпространение и местообитание
Разпространен е в Боливия, Бразилия, Венецуела, Гвиана, Еквадор, Колумбия, Коста Рика, Панама, Перу, Суринам, Тринидад и Тобаго и Френска Гвиана.
Обитава гористи местности и склонове.

## Описание
Теглото им е около 73,4 g.
Популацията на вида е стабилна.